# Diphya spinifera
Diphya spinifera is een spinnensoort in de taxonomische indeling van de strekspinnen.
Het dier behoort tot het geslacht Diphya. De wetenschappelijke naam van de soort werd voor het eerst geldig gepubliceerd in 1902 door Tullgren.